# Банда Николая Гвоздева
Банда Николая Гвоздева — преступная группировка, действовавшая в 1997 году в Саратове и Саратовской области.

## Создание банды
Николай Павлович Гвоздев родился 3 октября 1962 года в Саратове. С самого детства он мечтал обогатиться. Он получил среднее образование, прошел армейскую службу в Подмосковье, где потом и остался работать в милиции патрульно-постовым. Работая в милиции он почувствовал власть над людьми. Впоследствии он был уволен из МВД за нарушение. Гвоздев вернулся в Саратов, где сначала работал водителем в больнице, а в 1994 году устроился на работу в магазин автозапчастей. В том же магазине работал некий Виктор Леонтьев. Когда он получил в наследство квартиру, Гвоздев, используя свои связи, помог Леонтьеву оформить все необходимые документы. Квартира была приватизирована и продана. Гвоздев предложил еще одному работнику магазина Александру Круглову ограбить Леонтьева. 1 июля 1994 года все трое поехали в Москву под предлогом помочь Леонтьеву приобрести новый автомобиль. У Гвоздева с собой был газовый пистолет, заряженный дробью. В Балашовском районе Саратовской области автомобиль свернул с трассы к реке, где Гвоздев потребовал у Леонтьева отдать деньги. Когда тот отказался, Гвоздев ударил его, а потом выстрелил в него несколько раз из пистолета. Круглов и Гвоздев избили Леонтьева и утопили его в реке.
Гвоздеву, несмотря на своё увольнение из МВД с отрицательной характеристикой, удалось устроиться на работу в ОМОН при ГУВД Саратовской области. Там он познакомился с Андреем Якушевым, ветераном чеченской войны, семь раз ездившим в «командировки» на Северный Кавказ, где получил ранение и боевую награду.
Гвоздев решил заняться грабежом автомобилей на трассе. В первом таком преступлении в октябре 1996 года участвовали сосед Гвоздева Юрий Попков и сослуживец по ОМОНу Сергей Богданов. Они остановили КамАЗ с прицепом, ехавший в Москву за товаром, и забрали все деньги у экспедитора и водителей. Позже Попков и Богданов отказались участвовать в новых преступлениях, и Гвоздев решил создать банду, в которой он будет непререкаемым авторитетом. В эту банду, кроме Гвоздева, вошло три человека — спортсмен Александр Сергеевич Ерёмин (род. 21 июня 1976), Андрей Вячеславович Якушев (род. 27 марта 1964) и Мартун Артуши Гюлбекян (род. 20 октября 1969). Последний был в банде наводчиком. Первоначально из оружия у бандитов был только револьвер и винтовка.

## Преступная деятельность
Помня о своем первом преступлении, Гвоздев решил искать семьи, только что продавшие жилье. Когда такая семья была найдена, Якушев, представившись участковым, беспрепятственно зашел в дом, а остальные бандиты в масках стали обыскивать жилище. Не найдя денег, они связали хозяина дома и похитили самые разные вещи.
По такой же схеме они грабили и другие квартиры. При нападениях на людей бандиты избивали их, связывали  и выносили из дома все вещи, имеющие хоть какую-то ценность. При одном из таких ограблений хозяин квартиры оказал сопротивление, и бандитам пришлось убегать без добычи. Они стали заниматься грабежом прохожих на улицах Саратова. Преступники в милицейской форме ночью нападали на людей, избивали их, в том числе и женщин, и забирали все ценное.
По оперативным данным Гвоздев и Якушев узнали об одном фермере в Саратовском районе, нелегально хранившем оружие. Приехав к нему на машинах ОМОНа, Гвоздев и Якушев потребовали добровольно отдать оружие. Для убедительности Гвоздев нацепил на себя рации и делал вид, что постоянно поддерживает связь с начальством. Испуганный фермер вытащил из шифоньера мешок с двумя автоматами, пистолетом ТТ, винтовкой с оптическим прицелом, гранатой и патронами. Сказав в рацию, что прокурора и понятых не надо, так как все изъято, омоновцы уехали.
Бандиты стали грабить автомобили на дорогах, при этом используя машину с мигалкой. Все нападения происходили по одной схеме. На трассах Саратовской области бандиты в милицейской форме останавливали машины (почти всегда грузовые), представлялись сотрудниками милиции и требовали предъявить документы. Угрожая оружием, они отбирали деньги и ценный груз. Бандиты совершали преступления в основном ночью, останавливали машины подальше от населенных пунктов и постов ДПС. Чтобы жертвы не могли сразу обратиться в милицию, бандиты, как правило, забирали с собой водителя, отвозили его на несколько километров от машины и бросали на дороге.
Такие нападения они совершали по 3-4 раза в месяц. Большинство ограблений не было зарегистрировано, потому что водители боялись обращаться в милицию с заявлением на ограбивших их милиционеров.
Узнав, какую прибыль приносит торговля сигаретами, бандиты подготовились к новому преступлению. Несколько дней они выслеживали двоих торговцев, изучали их маршруты, искали подходящее место для убийства. В намеченный день Гвоздев, Еремин и Якушев провели «задержание» коммерсантов и вывезли их в безлюдное место на окраине Саратова, где заставили обоих признаться, где они хранят деньги. Оставив Еремина сторожить пленников, Гвоздев и Якушев забрали деньги и товар, после чего вернулись к торговцам и убили их.
В июле 1997 года на трассе Саратов—Сызрань бандиты похитили больше 10 тысяч долларов у коммерсанта, ехавшего на КамАЗе из Ульяновска. В начале сентября они ограбили водителя и двоих пассажиров «Форда-Скорпио», направлявшихся в Тольятти за машинами. Бандиты заковали всех троих в наручники, вывезли в лес и расстреляли из автомата.
При расследовании этого убийства сотрудники правоохранительных органов стали собирать информацию о бандитах в милицейской форме, грабивших водителей. К розыску банды были привлечены все правоохранительные структуры Саратовской области. Милиционеры проводили специальные мероприятия, совершали рейды, однако разыскать банду не удавалось. Про неё толком ничего не знали даже в криминальном мире Саратова. Преступники продолжали грабить автомобили, не оставляя практически никаких следов. Они совершали преступления не только в Саратовской области, но и в соседних регионах. До этого правоохранительным органам Саратовской области никогда не приходилось сталкиваться с такими масштабами работы. Ситуация на трассах области стала настолько сложной, что службам ГАИ пришлось предупреждать водителей об опасности, устанавливая на дорогах специальные информационные щиты, в которых водителям рекомендовалось не останавливаться ночью в безлюдных местах.
Позже бандиты совершили ограбление офиса подмосковной фирмы, торгующей горюче-смазочными материалами. К тому времени Гвоздев уволился из ОМОНа, но не сдал служебное удостоверение. На обратном пути, 4 ноября, Гвоздев, Якушев и Еремин в Тульской области остановили и ограбили «Жигули» с прицепом. Водителя они вывезли в лес и там бросили. Позже на «Жигули» обратили внимание проезжающие по трассе сотрудники ДПС. Женщина, находившаяся в автомобиле, сообщила им, что она была ограблена двумя милиционерами.

## Арест, следствие и суд
Сотрудники ДПС сообщили всем постам о совершенном разбойном нападении, и автомобиль с тремя преступниками был остановлен сотрудниками ДПС Ивашковым и Фетисовым. Водитель предъявил документы, но когда Ивашков потребовал открыть багажник, бандит выхватил пистолет и стал стрелять по милиционерам. Они были ранены, но открыли ответный огонь и успели ранить двоих преступников. Бандиты успели скрыться на автомобиле, но позже врезались во встречный грузовик, и Гвоздев с Якушевым были задержаны. Еремин успел скрыться с похищенными деньгами.
Впоследствии Ивашков и Фетисов были награждены орденами Мужества.
Гвоздев выдал Еремина, и тот был задержан в Саратове. Позже был арестован Гюлбекян. Первоначально Гвоздев отказывался сотрудничать со следствием, но позже начал давать показания. Якушев же изображал сумасшествие, но тоже признавался в преступлениях.
Саратовский областной суд в 1999 году приговорил Гюлбекяна к 4 годам лишения свободы, Еремина — к 18 годам, а Гвоздева и Якушева — к пожизненному лишению свободы. Бывших ОМОНовцев отправили в колонию, известную как «Черный дельфин». Через какое-то время Гвоздев и Якушев почти одновременно написали явки с повинной, признаваясь в еще ряде тяжких преступлений. Очевидно, они хотели, участвуя в следственных действиях по вновь открывшимся обстоятельствам, хотя бы на время покинуть колонию для пожизненно осужденных. Были раскрыты ранее неизвестные преступления банды Гвоздева. Саратовский областной суд изменил приговор четверым бандитам, увеличив срок заключения Еремину до 25 лет, Гюлбекяну, который был задержан в день освобождения из колонии — до 12,5 лет. Якушев и Гвоздев в дополнение к пожизненным срокам были приговорены к 20 годам заключения каждый.
В 2009 году Николай Гвоздев скончался от запущенного туберкулёза. Андрей Якушев скончался в 2024 году.

## В массовой культуре
- Документальный фильм «Ночные ястребы» из цикла «Криминальная Россия» (2004)